# Джон Гластонберийский

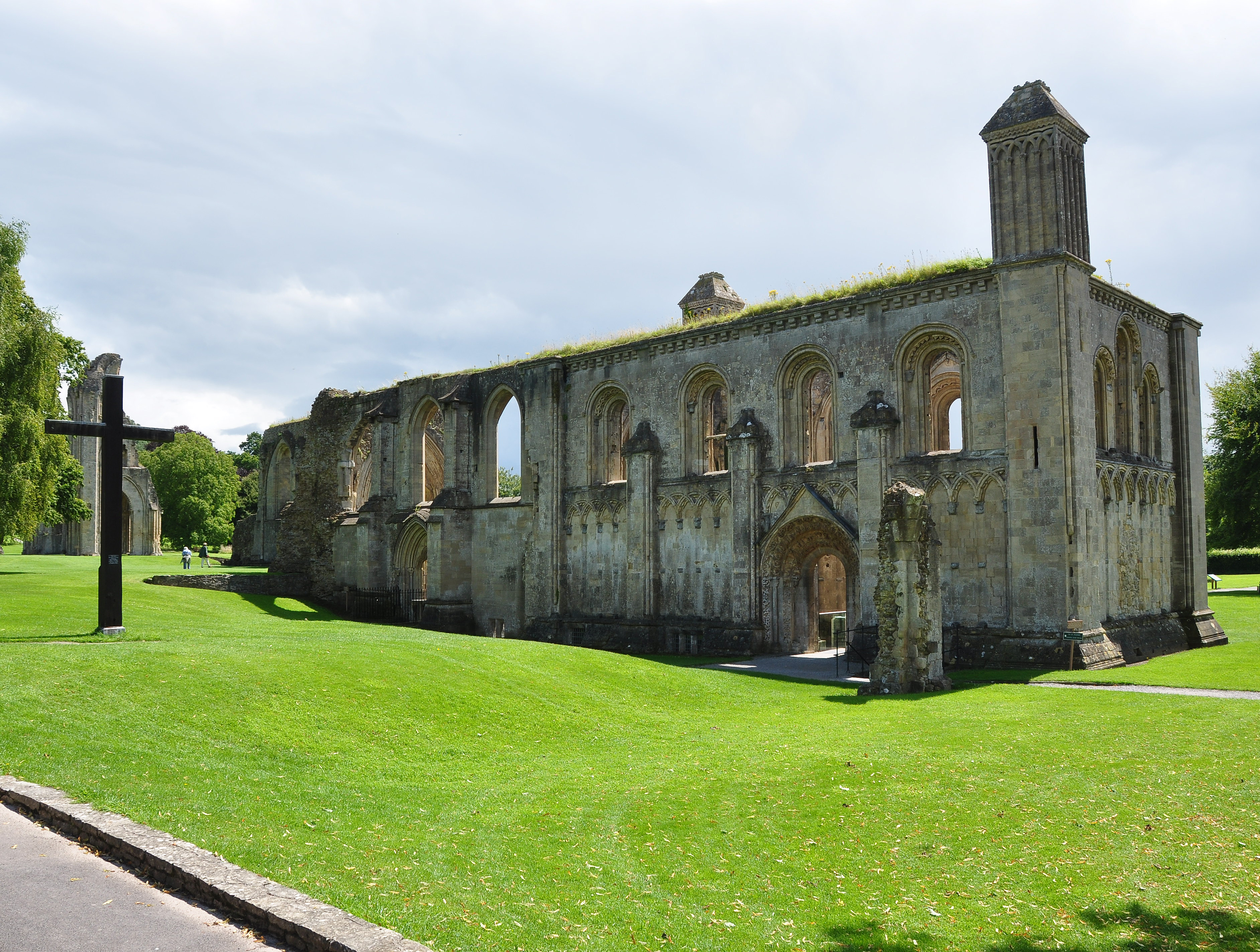
Руины аббатства Гластонбери в графстве Сомерсет, Англия

Джон Гластонберийский, или Джон Син (англ. John of Glastonbury, John Seen, лат. Joannes Glastoniensis, Johannis de Reading, до 1340 — после 1400) — английский хронист, монах-бенедиктинец из аббатства в Гластонбери, автор «Хроники, или древностей Гластонберийской церкви» (англ. Chronicles or Antiquities of the Glastonbury Church).

## Биография
Биографические данные практически отсутствуют, в документах аббатства Гластонбери впервые упоминается под 1340 годом. Предположение одного из исследователей его хроники Джеймса П. Кэрли о том, что настоящим именем его, возможно, было Джон Син (англ. John Seen), и что в 1360 году он получил в Оксфорде степень доктора теологии, а умер до 1377 года, встретило обоснованные возражения со стороны британского медиевиста из Ливерпульского университета Сары Л. Певерли.

## Хроника
Латинская «Хроника, или древности Гластонберийской церкви» (лат. Cronica Sive Antiquitates Glastoniensis Ecclesie), составленная не позже 1400 года, охватывает историю обители в Гластонбери со времён легендарного её основания в 63 г. н. э. Иосифом Аримафейским до конца XIV века. Вышеупомянутый Дж. П. Кэрли считает, что в реальности умерший ещё в 1377 году Джон остановился в своём сочинении на событиях 1342 года, и после него оно было дополнено анонимным продолжателем. Источниками для этого компилятивного по своему характеру труда послужили хроники Уильяма Мальмберийского, Гальфрида Монмутского, Геральда Камбрийского (XII в.), Адама из Дамерхэма (XIII в.), Ранульфа Хигдена (ум. 1364) и др. В сообщениях за 1126—1291 годы он практически дословно следует сочинению Адама Дамерхэмского.
В своей хронике Джон Гластонберийский уделяет внимание преимущественно внутримонастырским делам, нередко игнорируя события в государстве и сопредельных странах, что делает её ценным источником по монастырской и региональной истории, но не по истории Английского королевства. Опираясь на труды авторитетных предшественников, он использует их некритически, трактуя факты в пользу родного аббатства. Так, если Уильям Мальмсберийский и Ранульф Хигден считали погребённого в Гластонбери Св. Патрика не тем Патриком, что крестил в V веке н. э. Ирландию, он напрямую указывает, что «апостол Ирландии» являлся первым настоятелем его родной обители, основанной, по его мнению, в честь Девы Марии названным Иосифом Аримафейским, прибывшим в 63 году н. э. в Англию со своими 150 последователями во исполнение пророчества архангела Гавриила.  
Подробно описывая обнаружение в 1190—1191 годах на гластонберийском кладбище останков легендарного короля Артура, Джон приводит в своём труде несколько относящихся к последнему родословных записей, а также впервые в средневековой литературе цитирует фрагменты из пророчества барда Мелкина (англ. Melkin the Bard), касающиеся Святого Грааля. Опираясь на них, хронист сообщает, что Грааль привёз в Гластонбери Иосиф Аримафейский, унеся его с собой в могилу, где чашу обнаружил позже соратник Артура рыцарь Галахад, сын Ланселота. Сам же король Артур, являвшийся, по утверждению Джона, потомком Иосифа по прямой линии, пожертвовал аббатству хрустальный крест, хранившийся там ещё в XIV веке. Довольно подробно рассказывается о посещении Гластонбери в апреле 1278 года королём Эдуардом I, королевой Элеонорой и архиепископом Кентерберийским Робертом Килуордби, осмотревшими найденные здесь останки Артура и Гвиневеры.
Хроника Джона Гластонберийского сохранилась не менее чем в семи рукописях XIV—XV веков, старейшей из которых признаётся манускрипт из библиотеки Тринити-колледжа Кембриджского университета (MS R.5.16), переписанный между 1375 и 1400 годами. В конце XV века она была продолжена, сначала до 1493 года гластонберийским монахом Томасом Уэйсоном, а затем до 1497 года монахом из той же обители Уильямом Уинчем, рукопись которого сохранилась в собрании Бодлианской библиотеки Оксфордского университета.
Первая публикация хроники в двух томах осуществлена была в 1726 году в Оксфорде историком и антикварием Томасом Хирном. Комментированное научное издание хроники было подготовлено в 1985 году вышеназванным Джеймсом П. Кэрли, по вышеуказанной рукописи из Тринити-колледжа в Кембридже, в латинском оригинале и переводе Дэвида Таунсенда, и выпущено издательством «Boydell Press», а в 2001 году им же переиздано.

## Публикация
- John of Glastonbury. The Chronicle of Glastonbury Abbey: An Edition, Translation and Study of John of Glastonbury’s Cronica Sive Antiquitates Glastoniensis Ecclesie. Ed. by James P. Carley, trans. by David Townsend. — Woodbridge: The Boydell Press of Boydell & Brewer Ltd, 1985. — lxii, 320 p. — ISBN 978-0-85115-409-1.